# Кевин Кван
Кевин Кван (кин: 關凱文; 1973/1974) амерички је књижевник сингапурског порекла. Аутор је сатиричних романа Сулудо богати Азијци, Богатство на кинески начин и Муке богаташа.
Године 2014. именован за једног од „пет књижевника на које треба обратити пажњу” на топ-листи најмоћнијих холивудских аутора коју је објавио The Hollywood Reporter. Године 2018. доспео на топ-листу 100 најутицајнијих људи часописа Time, те је уврштен у Алеју славних Азијаца.

## Радови
- Сулудо богати Азијци (2013)
- Богатство на кинески начин (2015)
- Муке богаташа (2017)
- Секс и сујета (2020)